# Moimenta da Beira
Moimenta da Beira est une municipalité (en portugais : concelho ou município) du Portugal, située dans le district de Viseu et la région Nord.

## Géographie
Moimenta da Beira est limitrophe :
- au nord-est, de Tabuaço,
- au sud-est, de Sernancelhe,
- au sud, de Sátão,
- à l'ouest, de Vila Nova de Paiva et Tarouca,
- au nord-ouest, d'Armamar.

## Démographie
| 1801  | 1849  | 1900   | 1930   | 1960   | 1981   | 1991   | 2001   | 2004   |
| ----- | ----- | ------ | ------ | ------ | ------ | ------ | ------ | ------ |
| 1 747 | 6 851 | 14 555 | 13 578 | 15 272 | 12 809 | 12 317 | 11 074 | 11 053 |

## Subdivisions
La municipalité de Moimenta da Beira groupe 20 paroisses (freguesia, en portugais) :
- Aldeia de Nacomba
- Alvite
- Arcozelos
- Ariz
- Baldos
- Cabaços
- Caria
- Castelo (pt)
- Leomil
- Nagosa
- Paradinha
- Passô
- Pêra Velha
- Peva
- Rua
- Sarzedo
- Segões
- Sever
- Vilar